# FX2 busz (Portland, Oregon)

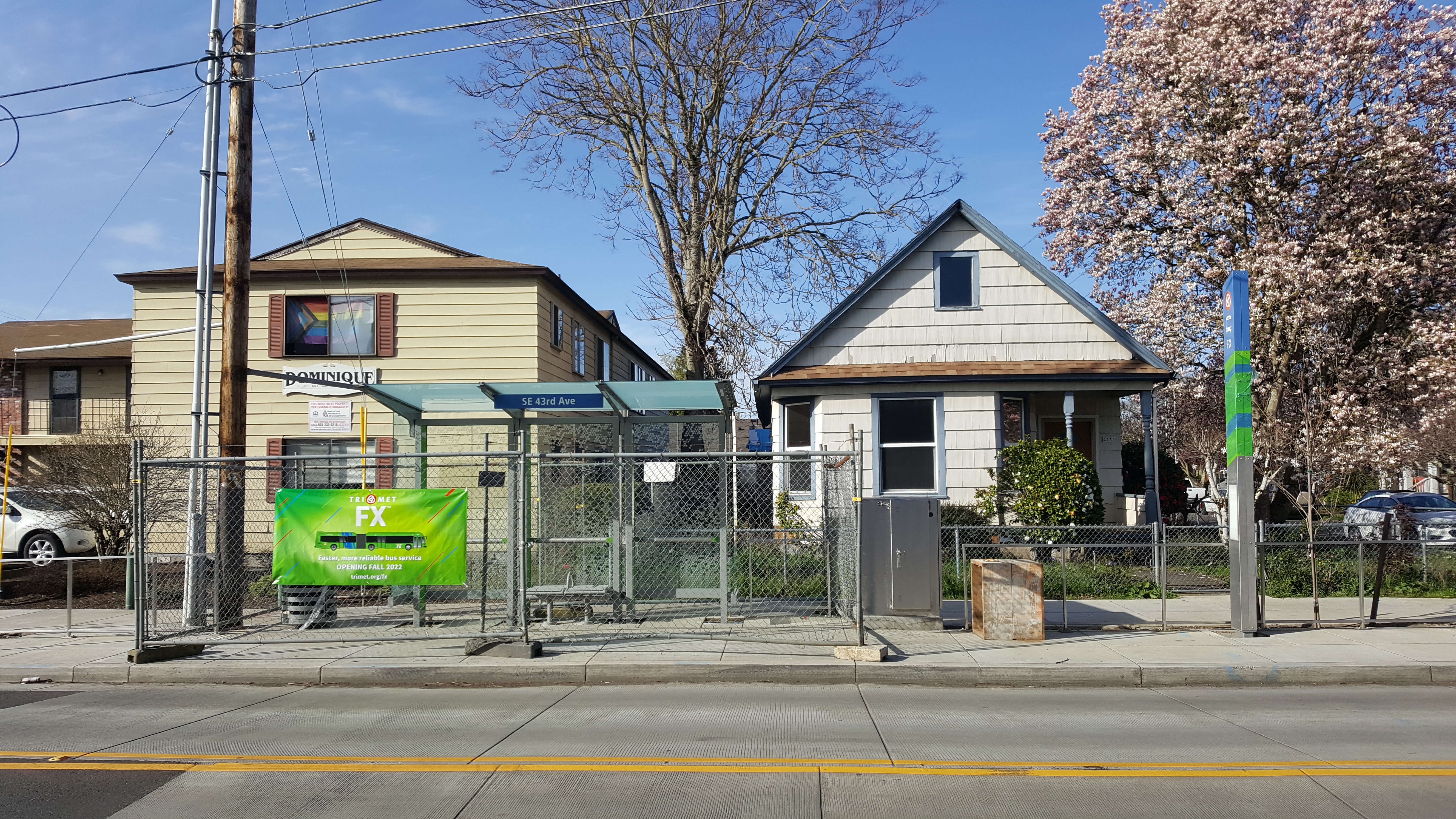
SE Division & 43rd Ave megállóhely építése 2022 márciusában

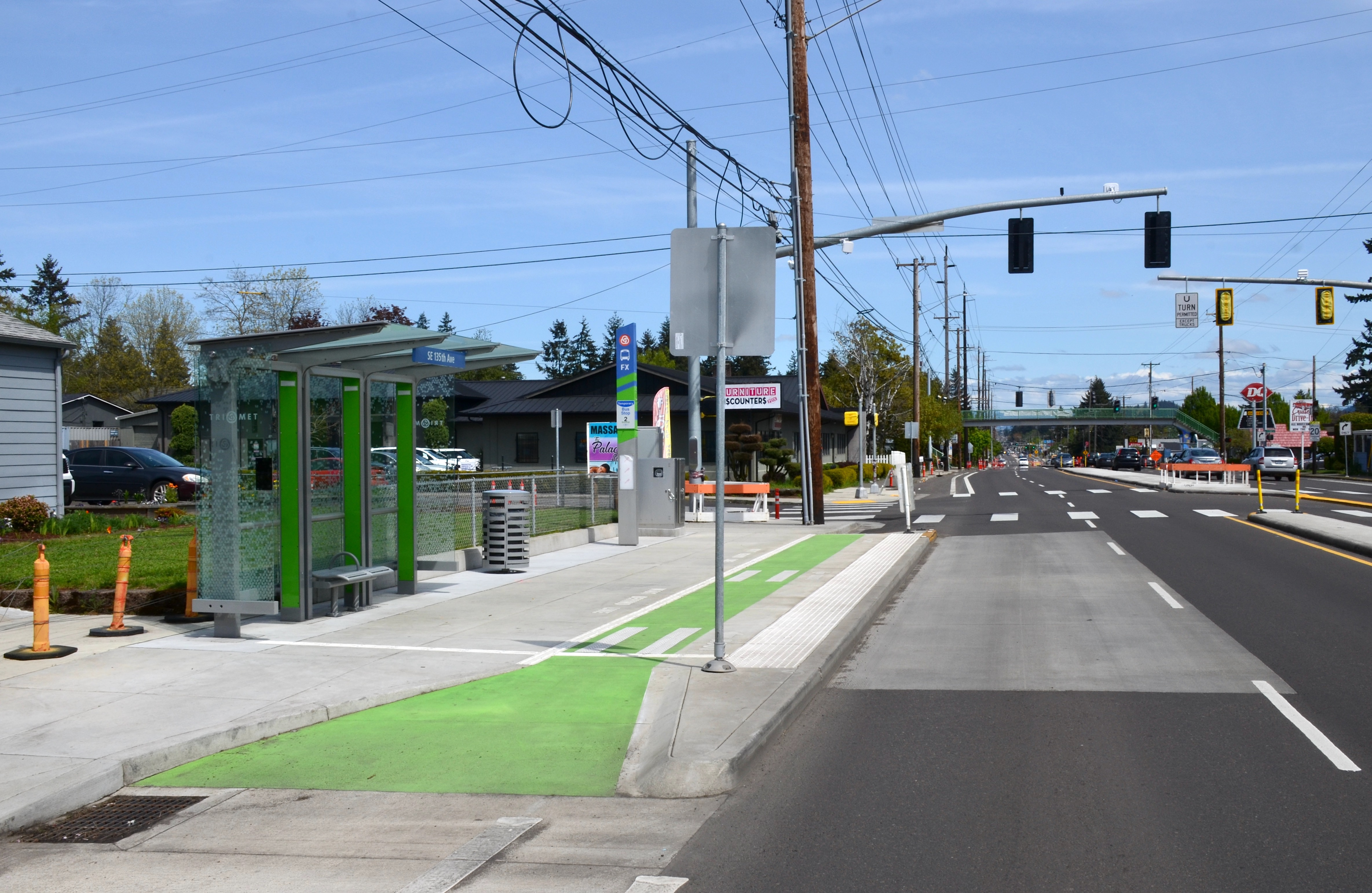
SE Division & 135th Ave megállóhely 2022 májusában, még a 2-es viszonylaton

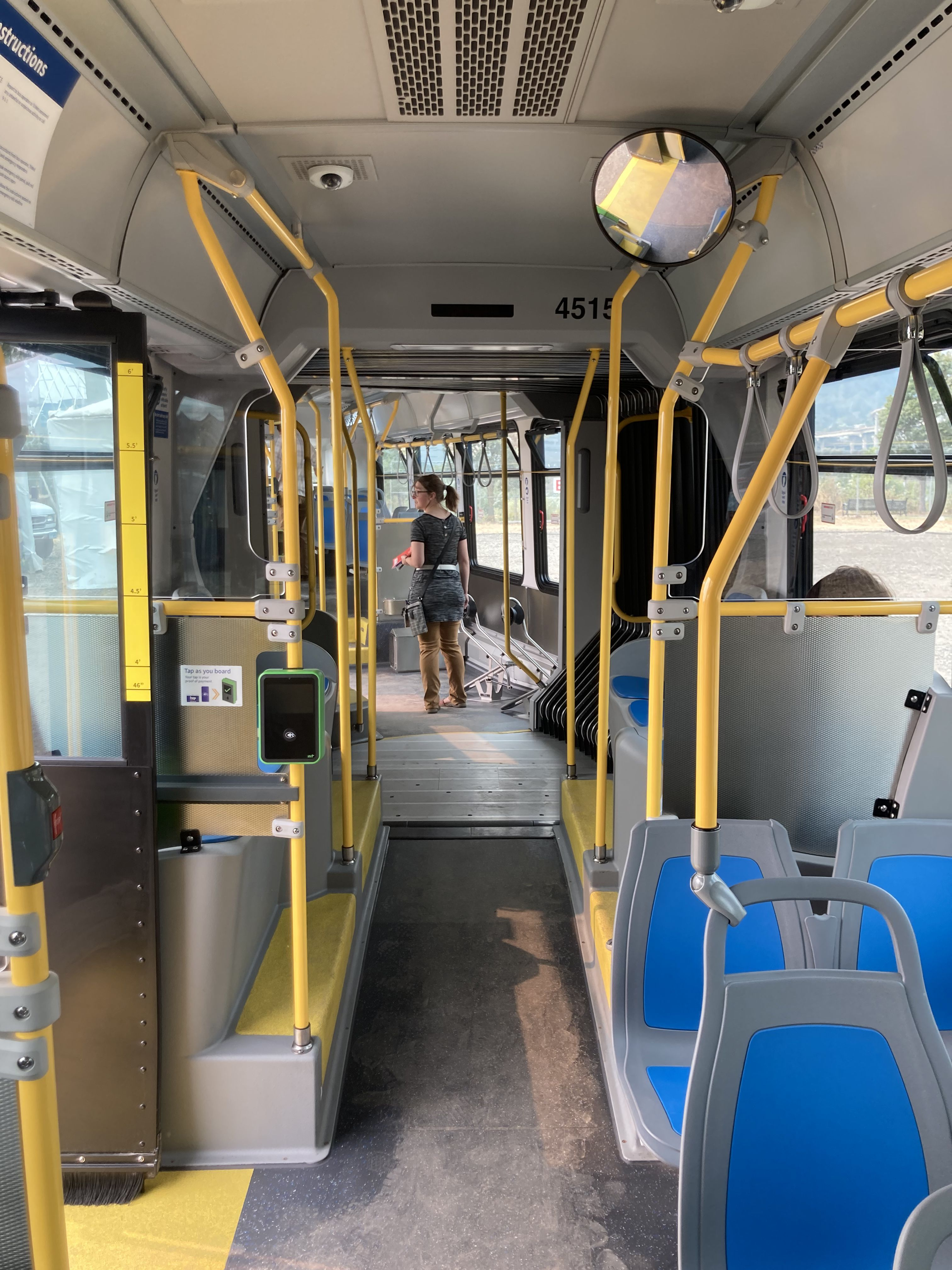
A járművek beltere a második ajtónál

Az Oregon állambeli Portlandben közlekedő FX2-Division autóbusz a NW 5th & Hoyt és a Cleveland Ave Park & Ride megállóhelyek közötti BRT-viszonylat. A 24 kilométer hosszú vonalat a TriMet üzemelteti.
A háromajtós, 18 méteres autóbuszokra a többi viszonylattól eltérően minden ajtón fel lehet szállni. A járművek elkülönített sávban, a lámpáknál előnyben részesítéssel közlekednek. A viteldíjat a Hop Fastpass kártyával lehet megfizetni.
A Metro regionális kormányzat 2009-ben kezdte meg egy nagy befogadóképességű viszonylat terveinek kidolgozását. Kezdetben a Powell sugárúton vezették volna, azonban 2013-ban a Division utcai nyomvonal mellett döntöttek. A Division Transit Project kiépítése 2019 októberében kezdődött, a viszonylat 2022. szeptember 18-án indult.

## Története

### Tervezése
A portlandi agglomeráció 1982-es vasútfejlesztési programja már tartalmazta egy nagy befogadóképességű buszviszonylat kialakítását; ennek átdolgozott változatát a Metro regionális kormányzat 2009. július 9-én fogadta el. A rövid távú prioritások között szerepelt a Powell sugárúti vonalvezetés; 2013-ban a Metro és a TriMet a Division utcai nyomvonalat, valamint villamos és vasútvillamos kiépítését is vizsgálta. Ekkor a 4-es és 9-es buszok Portland és Gresham között naponta 17 ezer utast szállítottak.
2014-ben a Powell–Division Transit and Development Project akciócsoportja szeptemberben a városképi hatások és a költségek miatt a vasúti alternatívákat elvetette. A tervezés két hónap múlva kezdődött. A következő évben a buszsávok kiépítését elvetették arra hivatkozva, hogy az autóforgalom a szomszédos utcákba terelődne; ehelyett a buszok előnyben részesítését a lámpaprogramok módosításával valósítanák meg.
A munkacsoport kezdetben a Powell sugárút–52/92. sugárút–Division utca–Hood-hegyi Közösségi Főiskola útvonalat javasolta. A TriMet 2016. márciusi megvalósíthatósági tanulmánya szerint az utazási idő 11 perccel növekedne, a költségek pedig meghaladnák a kétszázmillió dollárt; a szövetségi támogatások elnyerése érdekében a költségvetést 175 millió dollárban maximálták. Alternatívaként 2016. november 7-én a Portland Transit Mall–Division utca nyomvonalat javasolták. A Willamette folyón való átvezetésre a Hawthorne hídon és a Tilikum Crossingon keresztül volt lehetőség; a TriMet utóbbi mellett döntött. A keleti végállomást a költségek csökkentése érdekében a Gresham Central pályaudvarhoz tervezték, de végül kissé távolabb, a Cleveland Avenue megállóhelynél jelölték ki.
A Metro a kivitelezéssel 2016 decemberében a TriMetet bízta meg, akik a projektet Division Transitnek nevezték el. Az infrastruktúra megtervezésével 2017-ben a WSP USA-t bízták meg. 2018 szeptemberében a 4-es buszt kettévágták, a leendő BRT-szegmens keleti részén 2-es jelzéssel új viszonylatot indítottak. A következő hónapban a Greshamben felállított megállóban a C-Trantől kölcsönzött csuklós busszal mutatták be az összajtós felszállás működését. A 2019 márciusában kiírt busztenderre a BYD Auto, a New Flyer és a Nova Bus nyújtott be ajánlatot; az előbbi két gyártó akkumulátoros buszai nem teljesítették a TriMet feltételeit, így a Nova Bustól 31 dízeljárművet vettek. A szerződéses opció részeként később további 159 darab dízel- vagy hibridbusz vásárlására van lehetőség.

### Finanszírozása és kivitelezése
A TriMet a 175 millió dolláros költség felének finanszírozását a szövetségi kormánytól várta. 2018 augusztusában Portland a városi fejlesztési alapból 17,7 millió dollárt, szeptemberében Gresham önkormányzata pedig félmillió dollárt biztosított. 2019 áprilisában a Szövetségi Közlekedési Hatóság előzetesen 87,4 millió dollárt különített el, a finanszírozásról 2020. január 23-án döntöttek. A fennmaradó összegből 27,9 milliót a Szövetségi Közúti Hatóság, 40,7 milliót a TriMet, 240 ezret a Metro, 150 ezret az Oregoni Közlekedési Minisztérium, 130 ezret pedig Multnomah megye finanszírozott.
A projekt fővállalkozója a Raimore Construction lett; ez az eddigi legnagyobb megbízás, amit egy főként nőket és hátrányos helyzetűeket foglalkoztató cég Oregonban valaha elnyert (a kivitelezés 84%-át ilyen cégek végezték). A munkát keletről nyugatra haladva három fázisra osztották; a kivitelezés 2019 márciusában kezdődött. A megállók építését 2020 júniusában kezdték; szeptemberre 19 peron, hét esővíz-elvezető és öt forgalomlassító sziget készült el (a munka 40%-át az első évben elvégezték). 2021 áprilisában a 2-es busz vonalán átadták az első kettő felújított megállót, júniusban pedig bemutatták a járműveket és a viszonylatjelzést. A buszvezetők járműismereti képzése 2022 áprilisában kezdődött.
A TriMet és a Portlandi Közlekedési Hivatal az Outer Division Safety Project részeként a Division utca 80. és 174. sugárutak közötti szakaszán közlekedésbiztonsági fejlesztéseket hajtott végre: 30 mérföld per órás (48 km/h) sebességkorlátozást vezettek be, sebességmérő kamerákat helyeztek ki, fejlesztették a közvilágítást, új gyalogátkelőhelyeket alakítottak ki, valamint a balesetek visszaszorítása érdekében a balra kanyarodó sávok mentén emelt szegélyeket alakítottak ki.

### Átadása és hatása
2022 júniusában a TriMet addigi legnagyobb munkaerőhiánya miatt tíz viszonylaton járatritkítást rendeltek el. Ennek okaként a versenyhelyzetet és a járművezetők elleni támadásokat nevezték meg. A szövetségi támogatásra benyújtott pályázatában a cég garantálta a hat perces követést, ezt később tizenkét percre módosították.
Az FX2 viszonylatot 2022. szeptember 17-én adták át. Az átadó napján a programhelyszínek között a buszon és a Portland Streetcar villamosain ingyen lehetett utazni.
A megnyitás utáni hetekben a Willamette Week összehasonlította az utazási időket; a TriMet szerint az FX2-vel a Portland belvárosa és Gresham közti menetidő a korábbi 66 perchez képest 15–20 százalékkal csökken; az újság szerint az FX2 azonos szakaszán az átlagos utazási idő 67 perc.

## Hosszabbítás
Az autóbuszvonalat az Oregon Route 8 Beaverton és Forest Grove közötti szakaszán, valamint a 82. sugárúton hosszabbítanák meg. 2023 januárjában a Metro szerint a hosszabbítás feltételei fennálltak, és a projektek a közeljövőben megvalósulhatnak.

### 82. sugárút
A 82. sugárút mentén alakítanák ki a TriMet második BRT-viszonylatát, amely a Clackamas Town Center bevásárlóközponttól a Sandy sugárútig (Rosewayig vagy Sumnerig) közlekedne. A Metro akciócsoportja 2022 júniusában alakult meg; a kivitelezés 2026-ban kezdődhet, az átadást pedig 2029-re tervezik.

## Útvonala
Az autóbusz a Portland Transit Malltól indulva a Union Station érintésével közlekedik; a Cleveland Ave Park & Ride felé az 5., a NW 5th & Hoyt felé pedig a 6. sugárúton (a Lincoln és Hall utcák között a 4. sugárúton) jár. A Lincoln sugárúton kelet felé fordulva a Tilikum Crossingon keresztezi a Willamette folyót, majd a 8. sugárútról a Division utcára kanyarodik, és a továbbiakban ott is halad. A Roberts sugárutat elérve a 8. utcába tér le, majd a Cleveland Ave Park & Ride végállomást elérve a P + R parkolóban fordul vissza; a felszállóhely az út túloldalán található. Portland irányába a Gresham Central Transit Center megállóhely a Kelley sugárúton található, a buszok onnan fordulnak a Division utcába.
| Cleveland Ave Park & Ride felé | NW 5th & Hoyt felé |
| --- | --- |
| NW 5th & Hoyt vá. – NW 5th Ave – SW 5th Ave – SW Lincoln St – Harbor Path – Tilikum Crossing – SE Division Pl – SE 85th Ave – SE Division St – NW Division St – NE Division St – NE Roberts Ave – NE 10th Dr – NE 8th St – Cleveland Ave Park & Ride vá. | Cleveland Ave Park & Ride vá. – NE 8th St – NE Kelly Ave – NE Division St – NW Division St – SE Division St – SE 85th Ave – SE Division Pl – Tilikum Crossing – Harbor Path – SW Lincoln St – SW 4th Ave – SW Hall St – SW 6th Ave – NW 6th Ave – NW 5th & Hoyt vá. |

### Előnyben részesítés
A viszonylat az amerikai BRT-kre jellemző tulajdonságokkal rendelkezik (elkülönített buszsávok, előnyben részesítés a lámpaváltásoknál, valamint 18 méteres csuklós autóbuszok összajtós felszállással). A térség hasonló viszonylata a Washington államban közlekedő The Vine.
A 11. sugárúttól nyugatra és a Portland Transit Mall területén elkülönített buszsávokat jelöltek ki. A Division utcán a busz az autóforgalommal együtt halad, azonban a jelzőlámpák az autóbuszokat előnyben részesítik; ehhez a buszokba és a Division utca 58 csomópontjába telepítették az LYT cég LYT.transit felhőalapú rendszerének adóvevőit. A mesterségesintelligencia-alapú rendszer a buszokat észlelve az adatokat a felhőbe küldi, a szerver pedig a lámpaciklusokat ennek megfelelően módosítja.

## Megállóhelyei
A viszonylat 43, átlagosan fél kilométerenként kijelölt megállója Portlandben és Greshamben, főként a Division utca mentén található. A Division utcától és a 11. sugárúttól keletre fekvőket a Division Transit Project részeként építették; a nyomvonalból adódó korlátoknak megfelelően négy különböző típust terveztek. A 82. sugárúttól keletre találhatók belvárosi társaiknál hosszabbak és jobban felszereltek. Hosszuk 14,6-tól 17,1 méterig terjed; általában területükön egy 2,4 és 6,1 méter közötti üvegtetős esőbeálló, névtábla, hulladékgyűjtő és elektromos kapcsolószekrény található. A megállók elég hosszúak ahhoz, hogy a buszok mindhárom ajtajukat nyithassák, a hosszabb megállókban pedig az esőbeálló és a járdaszegély közé kerékpársávokat festettek fel.
| FX2-Division (NW 5th & Hoyt◄►Cleveland Ave Park & Ride)          |                                                                                                  |                                                               |
| Megállóhely                                                      | Átszállási kapcsolatok                                                                           | Intézmények                                                   |
| (↓) NW 5th & Hoyt végállomás                                     | MAX sárga, zöld és narancssárga vonalak 17, 291 Amtrak Cascades, Coast Starlight, Empire Builder | Portland Union Station, Multnomah megyei Egészségügyi Osztály |
| (↑) NW 6th & Flanders                                            | 17                                                                                               |                                                               |
| (↓) NW 5th & Davis                                               | MAX 4, 8, 9, 17, 35, 44, 105, 291                                                                | TriMet LIFT programiroda, templom                             |
| (↑) SW 6th & Taylor                                              | 1, 12, 9, 17, 19, 63, 94, 99, 105, 164                                                           | Törvényszék                                                   |
| (↓) SW 5th & Salmon                                              | 1, 12, 9, 17, 19, 63, 94, 99, 105, 164                                                           | Törvényszék                                                   |
| (↑) SW 6th & Harvey Milk                                         | 1, 12, 17, 19                                                                                    |                                                               |
| (↓) SW 5th & Washington                                          | 4, 15, 51                                                                                        |                                                               |
| (↑) SW 6th & Columbia                                            | 1, 12, 17, 19, 35, 36, 44, 54, 56, 94, 99, 105, 164                                              | Bevásárlóközpont                                              |
| (↓) SW 5th & Columbia                                            | 1, 12, 17, 19, 35, 36, 44, 54, 56, 94, 99, 105, 164                                              | Bevásárlóközpont                                              |
| (↓) SW 5th & Hall                                                | 1, 8, 9, 12, 17, 19, 43, 94                                                                      | Portlandi Állami Egyetem                                      |
| (↑) SW Hall & 5th                                                | 1, 8, 9, 12, 17, 19, 43, 94                                                                      | Portlandi Állami Egyetem                                      |
| 300 Block SW Lincoln                                             | MAX 9, 17, 19, 43, 291                                                                           |                                                               |
| South Waterfront/S Moody                                         | MAX A NS 9, 17, 291                                                                              | Oregoni Egészségtudományi Egyetem                             |
| OMSI/SE Water                                                    | MAX A B 9, 17, 291                                                                               | Oregoni Ipartudományi Múzeum                                  |
| (↑) SE Division & 11th Ave (↓) SE Division & 12nd Ave            | 10, 70                                                                                           |                                                               |
| SE Division & 20th Ave                                           | 10, 70                                                                                           | Piac                                                          |
| SE Division & 26th Ave                                           | 10                                                                                               | Park                                                          |
| SE Division & 30th Ave                                           |                                                                                                  |                                                               |
| SE Division & 34th Ave                                           |                                                                                                  |                                                               |
| SE Division & Cesar Chavez Blvd                                  | 66, 75                                                                                           | Orvosi rendelő, templom                                       |
| SE Division & 43rd Ave                                           |                                                                                                  |                                                               |
| SE Division & 51st Ave                                           | 14, 71                                                                                           |                                                               |
| (↑) SE Division & 59th Ave (↓) SE Division & 60th Ave            |                                                                                                  |                                                               |
| (↑) SE Division & 67th Ave (↓) SE Division & 68th Ave            |                                                                                                  | Warner Csendes-óceáni Egyetem                                 |
| (↑) SE Division & 75th Ave (↓) SE Division & 76th Ave            |                                                                                                  |                                                               |
| SE Division & 82nd Ave                                           | 72                                                                                               | Portlandi Közösségi Főiskola                                  |
| (↑) SE Division & 85th Ave (↓) SE Division & 87th Ave            |                                                                                                  | Piac                                                          |
| SE Division & SE Division St                                     | MAX                                                                                              | Könyvtár                                                      |
| SE Division & 101st Ave                                          |                                                                                                  | Templom                                                       |
| (↑) 1100 Block SE Division (↓) SE Division & 113th Ave           |                                                                                                  |                                                               |
| SE Division & 116th Ave                                          |                                                                                                  | Közösségi ház                                                 |
| SE Division & 122nd Ave                                          | 73                                                                                               | Bevásárlóközpont                                              |
| SE Division & 130th Ave                                          |                                                                                                  |                                                               |
| (↑) SE Division & 135th Ave (↓) SE Division & 136th Ave          |                                                                                                  |                                                               |
| (↑) SE Division & 142nd Ave (↓) 14200 Block SE Division          |                                                                                                  |                                                               |
| SE Division & 148th Ave                                          |                                                                                                  | Bevásárlóközpont                                              |
| SE Division & 157th Ave                                          |                                                                                                  |                                                               |
| SE Division & 162nd Ave                                          | 74                                                                                               |                                                               |
| SE Division & 168th Ave                                          |                                                                                                  |                                                               |
| SE Division & 174th Ave                                          |                                                                                                  | Bevásárlóközpont                                              |
| (↑) 18000 Block SE Division (↓) 18200 Block SE Division          | 87                                                                                               | Templom                                                       |
| NW Division & Eastwood Ave                                       |                                                                                                  |                                                               |
| NW Division & Angeline Ave                                       |                                                                                                  | Templom                                                       |
| (↓) NW Division & Overlook Ave (↑) NW Division & Civic Dr        |                                                                                                  |                                                               |
| (↑) Gresham City Hall Park & Ride (↓) NW Division & Eastman Pkwy | MAX 21, 82                                                                                       | P + R parkoló                                                 |
| Gresham Central Transit Center                                   | MAX 9, 20, 21, 80, 81, 82, 84 Sandy Local – Gresham Express                                      |                                                               |
| Cleveland Ave Park & Ride végállomás                             | MAX Amtrak Thruway, Central Oregon Breeze                                                        | P + R parkoló, bevásárlóközpont                               |

## Járművek
A viszonylaton harminc darab 18,3 méteres Nova Bus-gyártmányú jármű közlekedik. A szóló (12,2 méteres) buszokhoz képest 60%-kal több, 115 főnyi utast képesek szállítani, emellett a többi vonaltól eltérően a buszokra mindhárom ajtón fel lehet szállni. Buszonként kettő kerékpár szállítható, amelyeket a harmadik ajtóval szemben lehet rögzíteni.
2022. november 2-án bejelentették, hogy szerkezeti problémák miatt a csuklós járműveket szólóbuszokra cserélik. Miután egy járművezető a kanyarodáskor jelentkező zajra panaszkodott, a buszokat átvizsgálták, és meglazult vagy hiányzó rögzítőelemeket találtak. A Nova Bus a járműveket november 15-én visszahívta, majd átvizsgálást követően 2023. január 29-én tértek vissza a forgalomba.

## Forgalom
A viszonylat hétköznapokon 4:04 és 2:35, hétvégéken pedig 4:26 és 1:39 között közlekedik. Az átlagos követési idő 12 perc (csúcsidőben kevesebb, kora reggel és késő este pedig több). A Hop Fastpass olvasóit mindhárom ajtónál elhelyezték, készpénzzel a járművezetőnél lehet fizetni.
2022 őszén a hétköznaponkénti 5860 utas fejenként 6,93 dollárt fizetett (a korábbi 2-es vonalon naponta 4470-en utaztak). A 2019-es utasszámokhoz képest jelentős visszaesés tapasztalható.

## Fordítás
- Ez a szócikk részben vagy egészben  a   Frequent Express című angol Wikipédia-szócikk ezen változatának fordításán alapul.  Az eredeti cikk szerkesztőit annak laptörténete sorolja fel. Ez a jelzés csupán a megfogalmazás eredetét és a szerzői jogokat jelzi, nem szolgál a cikkben szereplő információk forrásmegjelöléseként.